# Zemské volby v Čechách 1874
Zemské volby v Čechách 1874 byly doplňovací volby konané v Českém království 3. a 26. července 1874. Bylo jimi zvoleno několik desítek nových poslanců Českého zemského sněmu coby zákonodárného sboru zemské samosprávy v rámci rakousko-uherského, respektive předlitavského ústavního systému, a to zejména v etnicky českých volebních obvodech. Poprvé v nich vystoupila se samostatnou kandidaturou mladočeská strana, která se utkala s dosud dominantní staročeskou stranou. Volby probíhaly podle kuriového systému. 

## Dobové souvislosti
Česká politická scéna od obnovení ústavního života v roce 1861 prosazovala federativní pojetí rakouského státu a český státoprávní program. Odmítala centralistické tendence i rakousko-uherské vyrovnání roku 1867. Po nepřijetí pokusu o česko-rakouské vyrovnání v roce 1871 (takzvané fundamentální články) se česká společnost nacházela v deziluzi a politické opozici. Zemské volby v Čechách roku 1872 (takzvané chabrusové volby) navíc díky machinacím mezi voliči z řad velkostatkářů utvořily na Českém zemském sněmu jasnou centralistickou, provídeňskou většinu. V roce 1873 se pak ústavní vývoj Rakouska-Uherska završil zavedením klíčového ústavního zákona (takzvaná dubnová ústava), kterým byla zavedena přímá volba do celostátního parlamentu, Říšské rady, dosud tvořeného pouze delegáty zemských sněmů (poprvé aplikována ve volbách do Říšské rady roku 1873). Politický systém monarchie se tak po otřesech z přelomu 60. a 70. let stabilizoval a české státoprávní aspirace byly odmítnuty. Ve společnosti rostly pochybnosti ohledně politiky pasivní rezistence, kterou prosazoval předák dominantní staročeské strany František Ladislav Rieger. V české populaci se navíc vyděloval radikálně demokratický, liberální proud, který se roku 1874 formálně ustavil jako samostatná politická síla – mladočeská strana. Již na podzim 1873 skupina 28 poslanců rodící se mladočeské strany veřejně zpochybnila taktiku pasivní rezistence kdy čeští poslanci vždy byli zvoleni na zemský sněm či Říšskou radu, ale obratem na mandát rezignovali a fakticky jej neuplatňovali.

## Průběh a výsledky voleb
V případě zemských voleb v červenci 1874 šlo o doplňovací volby a tudíž nebyl volen celý zemský sněm s 241 poslanci. Hlasování se i tak konalo v mnoha desítkách obvodů, zejména etnicky českých, v kuriích venkovských obcí a měst. Poprvé od zformování českého parlamentního života po roce 1861 se nyní v českém táboře odehrávaly volby v konkurenčním prostředí, kdy obě politické síly, tedy dosud fakticky jediná Národní strana (staročeská) a nově se tvořící Národní strana svobodomyslná (mladočeská), nasazovaly proti sobě v jednotlivých okrscích kandidáty. Například ve volbě do kurie venkovských obcí takto kandidovalo 49 staročechů a 21 mladočechů. Staročeši v předvolební agitaci trvali na pokračování dosavadní politiky bojkotu zastupitelských orgánů a odmítali rozkolnictví a vrtkavost svých mladočeských konkurentů. Mladočeši se naopak veřejně přihlásili k aktivní politice. Své konkurenty označovali důsledně za konservativní stranu a Národní listy charakterizovaly staročeskou stranu jako stranu politické zahálky. Mladočeši ovšem nekandidovali samostatně v některých etnicky smíšených obvodech, kde by samostatná kandidatura mohla rozštěpit český tábor a umožnit zvolení německému kandidátovi.
Výsledek voleb nakonec i přes aktivní agitaci mladočechů znamenal početní vítězství staročeské strany, která získala 77 mandátů, zatímco mladočeši jen 7. Těchto sedm politiků (Alois Pravoslav Trojan, Eduard Grégr, Josef Pražák, Jakub Hruška, Antonín Husák, Robert Nittinger a Adolf z Mayersbachu) pak ale převzalo poslanecké mandáty, vstoupilo na zemský sněm a předneslo zde prohlášení na podporu českých státoprávních požadavků. Dosavadní česká rezistence vůči zákonodárným sborům tak byla prolomena (vůči Říšské radě ovšem i nadále mladočeši zachovávali bojkot). Koncem dekády se na zemský sněm vrátili i staročeši.
Konkurenční charakter voleb roku 1874 v českém prostředí se v následných volbách do zemského sněmu nezopakoval, protože v zemských volbách 1878 a zemských volbách 1883 staro- i mladočeši svůj volební postup koordinovali. Opětovně se přímo utkali až v zemských volbách 1889, nyní již s drtivým mladočeským nástupem k paritě se staročeskou stranou.